# High-Speed Packet Access
In telecomunicazioni High Speed Packet Access (HSPA) è una famiglia di protocolli per la telefonia mobile cellulare che estendono e migliorano le prestazioni del 3G al 3.5G. Include l'HSDPA per la trasmissione dati in downlink (verso l'utente) e l'HSUPA per la trasmissione dati in uplink (verso la rete).

## Caratteristiche
I protocolli HSPA sono una evoluzione dell'UMTS 3G che, in termini di prestazioni, apporta migliorie analoghe a quelle introdotte dall'EDGE sullo standard GPRS.
- High Speed Downlink Packet Access (HSDPA) permette di aumentare la velocità di trasmissione raggiungendo la velocità teorica di 14.4 Mbit/s, anche se possono verificarsi casi in cui la connessione non raggiunga i 100 kb/s.
- High Speed Uplink Packet Access (HSUPA) viceversa permette di migliorare le performance di up-link fino a 5.76Mbit/s teorici.

Recentemente l'HSPA è stato ulteriormente migliorato, introducendo nuove versioni indicate come HSPA Evolution (HSPA+) in grado di offrire velocità di download comprese fra 42,2 e 56 Mbps.
Le prestazioni più evolute rispetto all'UMTS standard sono in gran parte dovute all'uso di modulazioni numeriche più performanti ovvero con più alto numero di simboli.
Sul telefono una connessione HSPA viene identificata dal simbolo H.